# Krammerbrug
De Krammerbrug is de oeververbinding in de Philipsdam over de Krammersluizen en ligt in de Nederlandse provincie Zeeland. Rijkswaterstaat gebruikt de aanduiding Krammersluizen, brug in de N-257 bij zijn Vaarweginformatie. Het is een verkeersbrug in de Provinciale weg 257 (N257, Philipsdam) met een vrijliggende parallelweg. De brugcombinatie bestaat uit liggerbruggen voor de vaste delen en een basculebrug voor het beweegbare deel. De basculebrug ligt aan de oostkant voor de Krammersluis Noord. De vaste delen van de brug liggen voor de Krammersluis Zuid en de twee jachtensluizen.

## Deltawerken
De Krammerbrug is met de Philipsdam en de Krammersluizen gebouwd als een van de projecten van de Deltawerken, en werd 2 februari 1987 officieel in gebruik genomen.

## Scheepvaart
De Krammerbrug heeft vaste delen en ook ook een beweegbaar deel met een basculebrug. Het beweegbare deel heeft een doorvaartbreedte van 24,1 meter, en een gesloten doorvaarthoogte van 13,81 meter ten opzichte van het meerpeil. Dat is 13,96 meter NAP. Het vaste deel heeft een doorvaartbreedte van 24 meter, en een doorvaarthoogte van 14,73 meter meerpeil (14,88 meter NAP). Bij de jachtensluizen is de breedte 9 meter en de hoogte 18,34 meter meerpeil (18,49 meter NAP).
De bediening van de sluizen en bruggen wordt lokaal gedaan, de communicatie is met VHF-kanaal 22.